# Siegmar Mosdorf

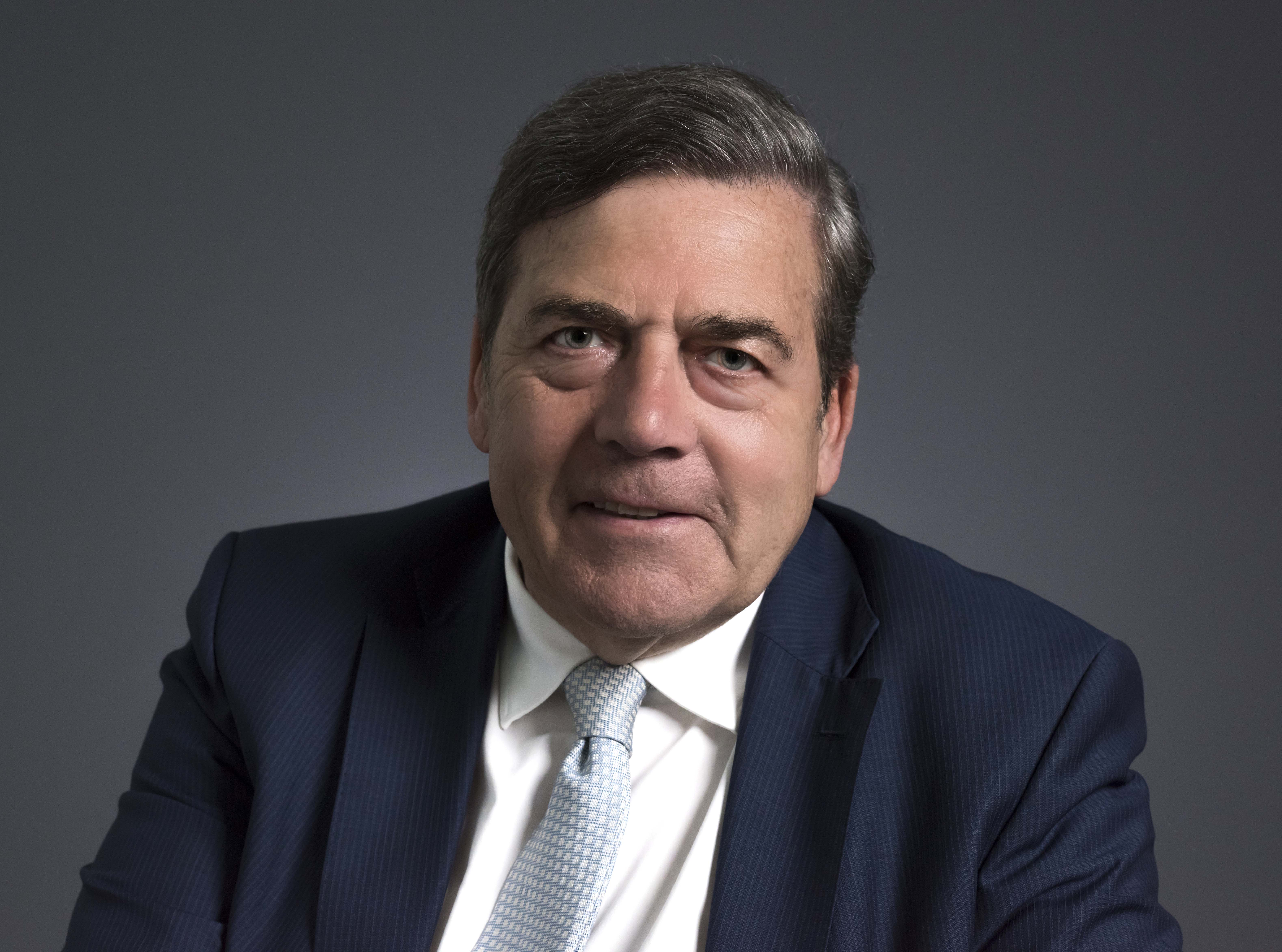
Siegmar Mosdorf (2018)

Siegmar Mosdorf (* 29. Januar 1952 in Erfurt) ist ein deutscher Politiker (SPD). Von 1998 bis 2002 war er Parlamentarischer Staatssekretär beim Bundesminister für Wirtschaft und Technologie. Seit 2002 ist er Partner bei der internationalen Unternehmensberatung Kekst CNC AG.

## Leben und Beruf
Nach dem Besuch der Hauptschule und der Handelsschule machte Mosdorf sein Abitur am Wirtschaftsgymnasium in Hamburg. Er studierte Wirtschafts-, Rechts- und Sozialwissenschaften an der Universität Konstanz und schloss das Studium als Diplom-Verwaltungswissenschaftler ab. Von 1978 bis 1982 arbeitete Mosdorf als Berater für wirtschaftspolitische Angelegenheiten der Betriebs- und Aufsichtsräte von Daimler-Benz, Bosch, IBM, HP und Porsche bei der IG Metall, bevor er als Landesgeschäftsführer zur SPD in Baden-Württemberg wechselte.
In den Jahren 1999 bis 2003 war Mosdorf Aufsichtsratsvorsitzender der Mittelstandsbank der Bundesregierung Deutsche Ausgleichsbank sowie von 1999 bis 2012 Mitglied des Aufsichtsrats der DEG Entwicklungsbank der KfW. Seit März 2002 ist er Partner der internationalen Unternehmensberatung Kekst CNC. In den Jahren 2004 bis 2006 lehrte Siegmar Mosdorf an der Universität St. Gallen in der Schweiz. Mosdorf war Kuratoriumsmitglied des Berlin Organising Committee (BOC) für die Leichtathletik-Weltmeisterschaften 2009 in Berlin. Er ist Mitglied des Kuratoriums des Ifo-Instituts (2003 bis 2023), der Friedrich-Ebert-Stiftung, Kuratoriumsmitglied der Carlo-Schmid-Stiftung und des Heinrich-Schütz-Haus (Weißenfels), Mitglied des Advisory Council des Deutschen Krebsforschungszentrums. Er war zudem über 20 Jahre im Aufsichtsrat der Wirtschaftsholding des Börsenvereins des Deutschen Buchhandels und von 2017 bis 2023 Vorsitzender des Aufsichtsrates. Außerdem ist Mosdorf Mitglied der Ludwig-Erhard-Stiftung e. V.

## Partei
Siegmar Mosdorf trat im Jahr 1971 in die SPD ein. Von 1982 bis 1990 arbeitete er als hauptamtlicher Landesgeschäftsführer der SPD in Baden-Württemberg. Im Juli 2000 war Mosdorf Kandidat bei der parteiinternen Urwahl um die Spitzenkandidatur für das Amt des Ministerpräsidenten von Baden-Württemberg, bei der er der Landesvorsitzenden Ute Vogt unterlag.

## Abgeordneter
In den Jahren 1990 bis 2002 war er Mitglied des Deutschen Bundestages. Zunächst zog er dabei über die Landesliste Baden-Württemberg in den Bundestag ein. Bei der Bundestagswahl 1998 wurde Siegmar Mosdorf im Wahlkreis Esslingen mit 45,9 % der Erststimmen direkt in den Bundestag gewählt. Im Parlament gehörte er unter anderem den Ausschüssen für Wirtschaft und Technologie, Auswärtige Angelegenheiten und Sport an. Von 1995 bis 1998 war er Vorsitzender der Enquête-Kommission Zukunft der Medien in Wirtschaft und Gesellschaft – Deutschlands Weg in die Informationsgesellschaft. Am 27. Oktober 1998 wurde Mosdorf als Parlamentarischer Staatssekretär beim Bundesminister für Wirtschaft und Technologie in die von Bundeskanzler Gerhard Schröder geführte Bundesregierung berufen. In diesem Amt war er auch Koordinator der Bundesregierung für Luft- und Raumfahrttechnik. Am 1. März 2002 schied er aus der Regierung aus und kandidierte nicht erneut für den Deutschen Bundestag.

## Privates
Mosdorf war mit der ehemaligen stellvertretenden WHO-Generaldirektorin Susanne Weber-Mosdorf verheiratet. In zweiter Ehe ist er mit der Journalistin Isolde Krupok verheiratet. Er hat drei Söhne.